# Zhong Tianshi
Zhong Tianshi (chinesisch 鍾天使 / 钟天使, Pinyin Zhōng Tiānshǐ; * 2. Februar 1991 in Shanghai) ist eine chinesische Bahnradsportlerin und Olympiasiegerin.

## Sportliche Laufbahn
Zhong Tianshi ist auf die Kurzzeitdisziplinen auf der Bahn spezialisiert. 2009 wurde sie Junioren-Weltmeisterin im 500-Meter-Zeitfahren. Beim dritten Lauf des Bahnrad-Weltcups 2012/13 in Aguascalientes stellte Zhong mit 10,573 Sekunden einen neuen Weltrekord über 200 Meter bei fliegendem Start auf. 2013 errang sie die ersten internationalen Siege in der Elite-Klasse, als sie bei den Ostasienspielen die Goldmedaille im 500-Meter-Zeitfahren sowie den Keirin-Wettbewerb beim Lauf des  Bahnrad-Weltcups 2012/13 im mexikanischen Aguascalientes.
2015 wurde Zhong gemeinsam mit Gong Jinjie Weltmeisterin im Teamsprint. Im Jahr darauf errang sie den WM-Titel im Sprint im Finale gegen ihre Landsmänning Lin Junhong und war damit die erste chinesische Radsportlerin, die bei Weltmeisterschaften einen Einzeltitel gewann; auch der Doppelsieg war somit ein Novum.
2016 wurde Zhong Tianshi für die Teilnahme an den Olympischen Spielen in Rio de Janeiro nominiert, wo sie im Keirin Rang elf und im Sprint Rang fünf belegte. Gemeinsam mit Gong Jinjie errang sie die Goldmedaille im Teamsprint. Bei den asiatischen Bahnmeisterschaften 2018 errang sie drei Medaillen: Gold mit Song Charui im Teamsprint, Silber im Sprint und Bronze im Keirin. Im Jahr darauf holte sie bei den Asienmeisterschaften den kompletten Medaillensatz: Gold im Teamsprint (mit Lin Junhong), Silber im Sprint und Bronze im Keirin. Bei den UCI-Bahn-Weltmeisterschaften 2020 in Berlin belegte sie mit Chen Feifei im Teamsprint Platz drei.
2021 wurde Zhong Tianshi zur Teilnahme an den Olympischen Spielen in Tokio nominiert, wo sie in Sprint, Keirin und Teamsprint startete. Gemeinsam mit Bao Shanju errang sie im Teamsprint die Goldmedaille. Bei der Siegerehrung trugen die beiden Sportlerinnen Anstecker mit dem Bild von Mao Zedong.

## Erfolge
2009

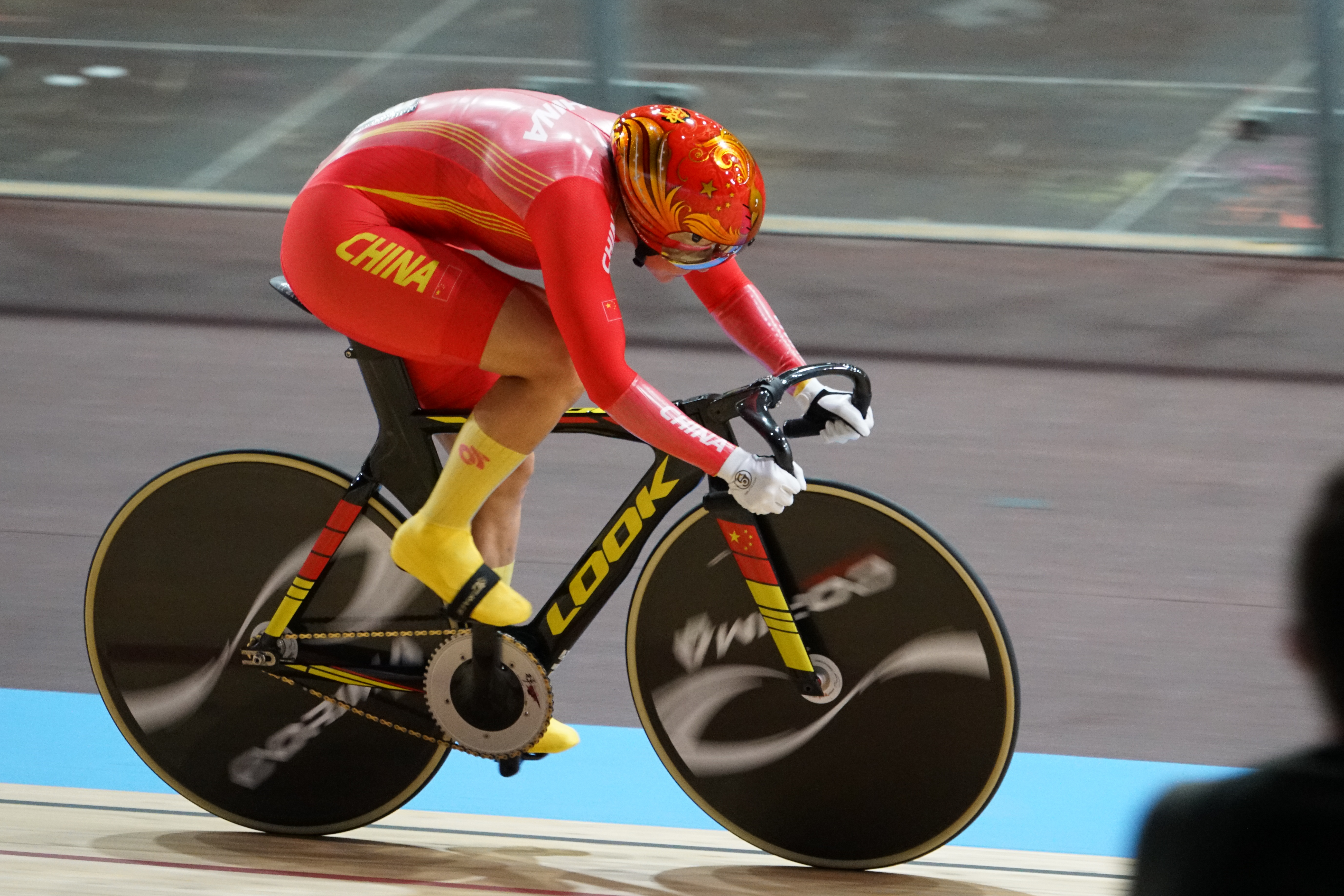
Zhong im Sprint-Wettbewerb der Bahn-WM 2020

- Junioren-Weltmeisterin – 500-Meter-Zeitfahren

2013
- Ostasienspielesiegerin – 500-Meter-Zeitfahren
- Bahnrad-Weltcup in Aguascalientes – Keirin

2014
- Weltmeisterschaft – Sprint, Teamsprint (mit Lin Junhong)
- Bahnrad-Weltcup in Guadalajara – Teamsprint (mit Lin Junhong)
- Bahnrad-Weltcup in London – Teamsprint (mit Gong Jinjie)
- Asienspielesiegerin – Teamsprint (mit Gong Jinjie)
- Asienspiele – Sprint
- Asienspiele – Keirin

2015
- Weltmeisterin – Teamsprint (mit Gong Jinjie)
- Weltmeisterschaft – Sprint
- Bahnrad-Weltcup in Cali – Teamsprint (mit Gong Jinjie)
- Bahnrad-Weltcup in Cambridge – Teamsprint (mit Gong Jinjie)
- Chinesische Meisterin – Teamsprint (mit Guo Shuang)

2016
- Olympiasiegerin – Teamsprint (mit Gong Jinjie)
- Weltmeisterin – Sprint
- Asienmeisterin – 500-Meter-Zeitfahren, Teamsprint (mit Gong Jinjie)

2017
- Chinesische Meisterin – Sprint

2018
- Asienmeister – Teamsprint (mit Song Chaorui)
- Asienmeisterschaft – Sprint
- Asienmeisterschaft – Keirin
- Asienspielesiegerin – Teamsprint (mit Lin Junhong)
- Asienspiele – Keirin

2019
- Asienmeister – Teamsprint (mit Lin Junhong)
- Asienmeisterschaft – Sprint
- Asienmeisterschaft – Keirin
- Chinesische Meisterin – Teamsprint (mit Lin Junhong)

2019/20
- Asienmeisterschaft – Sprint

2020
- Weltmeisterschaft – Teamsprint (mit Chen Feifei)

2021
- Olympiasiegerin – Teamsprint (mit Bao Shanju)

## Teams
- 2012 Giant Pro Cycling